# Takuwan
 (juin 2022).
Si vous disposez d'ouvrages ou d'articles de référence ou si vous connaissez des sites web de qualité traitant du thème abordé ici, merci de compléter l'article en donnant les références utiles à sa vérifiabilité et en les liant à la section « Notes et références ».

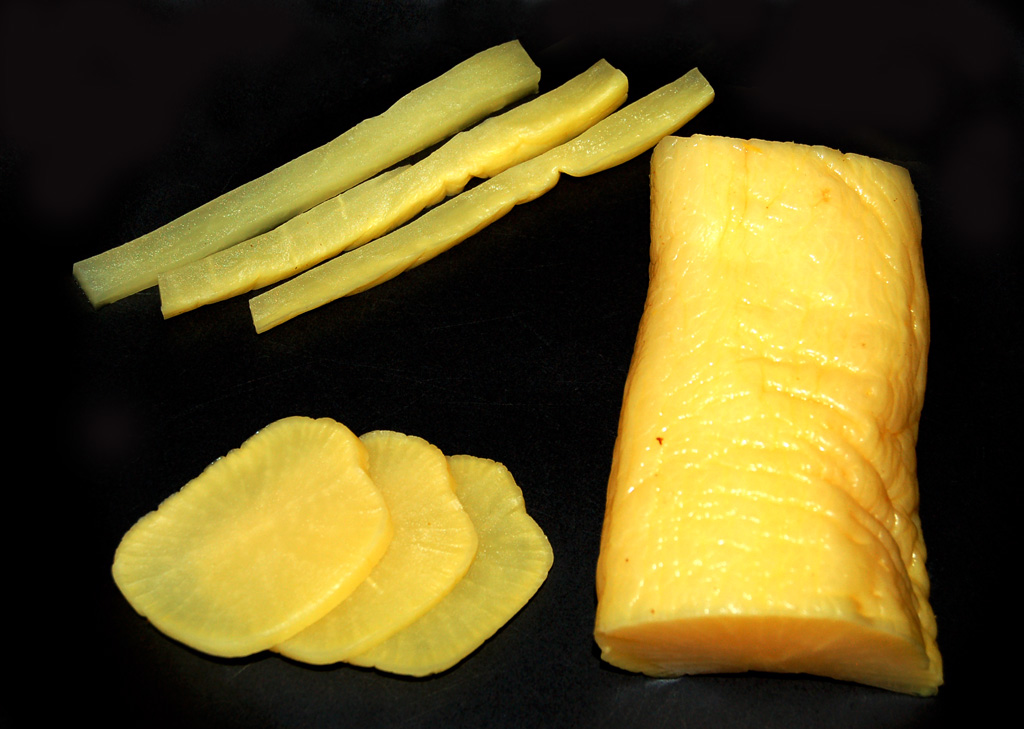
Takuwan.

Le takuwan (沢庵) est un daikon (radis géant du Japon) mariné. Il est également connu sous le nom de takuan, takuan-zuke, ou encore danmuji (en coréen : 단무지). Il est servi dans la cuisine japonaise traditionnelle, chinoise et coréenne en accompagnement et en fin de repas pour faciliter la digestion.
Cette marinade a été créée par Takuan Sōhō, un maître zen.

## La production dutakuwan
La production traditionnelle de takuwan comprend deux étapes distinctes : 
- le séchage : le radis blanc est suspendu au soleil durant plusieurs semaines, pour l'assouplir et le déshydrater.
- le décapage : le daikon est placé dans un pot avec du son de riz, du sel, du sucre, et quelquefois, des feuilles de daikon, des pelures séchées de kaki, du kombu ou encore du piment.

Le daikon marine plusieurs mois dans ce pot jusqu'à devenir du takuwan, qui aura alors une couleur jaune et un goût piquant très prononcé. Avec l'industrialisation et la production en masse, l'étape du séchage est aujourd'hui remplacée par le fumage. De plus, la couleur jaune traditionnelle du takuwan n'étant pas systématiquement retrouvée, il est courant d'utiliser un colorant alimentaire pour simuler cette coloration propre au takuwan.

## L'utilisation dutakuwan
Le takuwan est habituellement lavé et émincé avant d'être servi. Il sert d'accompagnement ou de collation à l'heure du thé. Lorsqu'il commence à trop vieillir ou à devenir aigre, il est possible de le braiser ou de le sauter. Coupé en fines bandes, il peut servir à agrémenter la préparation de bentō. En fines bandes, il est également utilisé dans la préparation de certains rouleaux de sushis, seul (dans les shinkomaki) ou accompagné de thon gras (dans les torotakumaki).